# Bazar Dordoy
El Bazar Dordoy (en kirguís: Дордой Базары) es un gran mercado al por mayor y al por menor en Biskek, Kirguistán. Es una de las más grandes plazas de mercado públicas de Asia, comparable al mercado del fin de semana Chatuchak en Bangkok o el Gran Bazar de Teherán. Ha sido descrito por un periodista occidental como "un monumento moderno a la potencia del comercio en bruto".
El Bazar Dordoy no es sólo un importante centro comercial y de empleo para el área metropolitana de Biskek y toda la región del río del valle Chuy, sino también una de las principales factorías a través del cual los bienes de consumo procedentes de China llegan a las tiendas y mercados de Kazajistán, Rusia y Uzbekistán. Según algunos economistas, esta reexportación (el otro centro que apunta a Uzbekistán, es el Bazar Karasuu en Kara-Suu, provincia de Osh) es una de las dos actividades económicas más importantes de Kirguistán.